# ホテルシェレナ

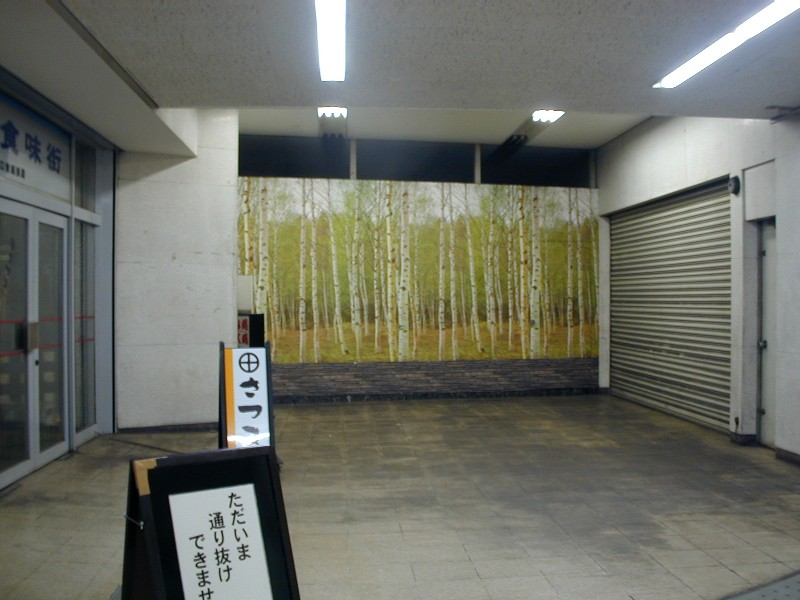
西元町駅からホテルシェレナへ繋がっていた地下道（中央奧・柄模様の壁で封鎖されている）

ホテルシェレナ（英称：Hotel Cherena）は、かつて神戸市中央区元町通6丁目に存在したホテル。かつては関西最大級の結婚式場でもあった。

## 概要
1986年、三越神戸支店跡地という好立地に本館がオープンした。本館12階には「スカイチャペル」と呼ばれる式場があり、話題を呼んだ。また、テレビCMも放映されていた。
1995年1月17日の阪神・淡路大震災で罹災して損傷し、休業を経て廃業した。2005年に跡地(本館・西館・東館)が別々に売却され、2006年になって本館・東館の解体工事が始まり、2007年に本館の解体が、2008年に東館の解体が終了した。なお、西館を含めたその後の動向は跡地利用で解説する。

## 歴史
- 1986年（昭和61年）9月27日 - 元町・三越神戸店跡にオープン。地上14階建。
- 1990年（平成2年） - 東館・西館を増築。
- 1995年（平成7年）1月17日 - 阪神・淡路大震災で建物が損傷し、休業。
- 2005年（平成17年）1月 - 建物が売却される（※本館と西・東館に分かれて売却された）。
- 2006年（平成18年）11月 - 本館の解体を開始。
- 2007年（平成19年） - 東館の解体を開始。
- 2009年（平成21年） - 同年春、本館跡地(北半分)に木下記念事業団[注 1]神戸学生寮が完成。
- 2022年（令和4年） - 西館の解体を開始。

## 跡地利用
西館・東館と本館は別々の業者に売却された。
西館については比較的損傷が少なかったことからそのままホテルとしての再開業が計画されたが、リーマン・ショック以降の景気の冷え込みによって断念。その後建物を改修して2012年から賃貸マンション「グランドールプラザ神戸レジデンス」として再出発することになった。
2013年3月時点では、建物には上記の名称の看板が取り付けられていたが、2014年1月時点では「DAIICHI GRAND HOTEL NISHI MOTOMACHI」（第一グランドホテル西元町）の看板に架け替えられた。しかし、この名称でホテルとして営業することはなかった。
旧本館については当初老人ホームと高さ100メートル、27階建ての高層マンションの建設計画が持ち上がったが西館と理由を同じくして2008年に計画がいったん凍結され、コインパーキングとして利用されてきた。
その後2009年春に旧本館部分の北半分に公益財団法人木下記念事業団神戸学生会館が建設され、また2011年に住友商事、近鉄不動産などによって高さおよそ75メートル、24階建ての高層マンション「ザ・レジデンス神戸元町通」が建設され、2014年3月に竣工した。
旧東館については大阪のビル管理会社に売却されたものの長らく未利用のままだったが、2013年に大阪ガス都市開発、大林新星和不動産などによって27階建ての高層マンション「ジ・アーバネックスタワー神戸元町通」の建設が決まり、2016年に竣工・入居開始となった。
残る旧西館も、2022年初めに解体工事が開始された。現地掲示によれば、工事の発注者は和田興産となっている。